# Syntactus fusiformis
Syntactus fusiformis là một loài tò vò trong họ Ichneumonidae.